# Nikołaj Szynkarienko
Nikołaj Wsiewołodowicz Szynkarienko, ros. Николай Всеволодович Шинкаренко (ur. w 1890 r., zm. 21 grudnia 1968 r. w San Sebastián w Hiszpanii) – rosyjski wojskowy (generał major), emigracyjny publicysta i pisarz.
W 1910 r. ukończył Michajłowską Szkołę Artylerii w Petersburgu. Dostał przydział do ussuryjskiego dywizjonu kawalerii. W latach 1912–1913 służył ochotniczo w armii bułgarskiej w artylerii.
Uczestniczył w wojnie Bułgarii z Turcją. Brał udział w I wojnie światowej. Początkowo był oficerem w 12 biełogorskim pułku ułańskim, dochodząc do funkcji dowódcy szwadronu. Od 1916 r. dowodził dywizjonem strzeleckim 12 dywizji kawalerii. W 1917 r. awansował do stopnia podpułkownika. W listopadzie tego roku przyłączył się do wojsk białych. Został oficerem w sztabie głównodowodzącego gen. Michaiła W. Aleksiejewa. Uczestniczył w obronie Rostowa nad Donem przed wojskami bolszewickimi. W lutym 1918 r. został ciężko ranny pod Nowoczerkaskiem. Po wyleczeniu dostał stopień pułkownika. Walczył na Kubaniu i północnym Kaukazie. Był dowódcą oddziału, a następnie pułku złożonego z Górali Kaukaskich w składzie mieszanej dywizji górskiej. W poł. 1919 r. w stopniu generała majora brał udział w ciężkich walkach o Carycyn jako dowódca mieszanej dywizji górskiej. Następnie objął dowództwo samodzielnej brygady kawalerii, walcząc pod Sieragozami, zaś od marca 1920 r. dowodził dywizją górską.
Po ewakuacji resztek wojsk białych z Krymu do Gallipoli w listopadzie tego roku, wyemigrował do Królestwa SHS, a następnie do Niemiec. W 1928 r. zamieszkał we Nicei. W 1936 r. przyjechał jako korespondent wojenny do ogarniętej wojną domową Hiszpanii, gdzie wstąpił ochotniczo do wojsk gen. Francisco Franco. Dostał stopień szeregowego. Walczył w rosyjskim oddziale wojskowym w składzie batalionu „Donna Maria de Molina” na froncie aragońskim. W kwietniu 1937 r. został ranny. Awansował na porucznika. Po zakończeniu wojny zamieszkał w San Sebastian, gdzie kontynuował karierę literacką. Był autorem licznych artykułów ze wspomnieniami z hiszpańskiej wojny domowej. Zginął 21 grudnia 1968 r. pod kołami ciężarówki.